# وا إسلاماه (كتاب)
وا إسلاماه هي رواية تاريخية عربية للكاتب علي أحمد باكثير صدرت عام 1945 وتتألف من 312 صفحة، يسرد فيها الكاتب سيرة حياة السلطان قطز منذ ولادته وحتى مماته وأحوال البلاد التي عاش فيها وملوكها وصراعهم مع التتار والصليبين.
تم تحويل هذه الرواية إلى فيلم يحمل الاسم نفسه.

## وصلات خارجية
- باكثير رائد الرواية التاريخية الإسلامية واإسلاماه نموذجا
- باكثير وريادة التصور الإسلامي في الرواية التاريخية (واإسلاماه نموذجًا)